# 星に願いを (SKULL CANDYの曲)
「星に願いを」（ほしにねがいを）はSKULL CANDYの4枚目のシングル。

## 解説
1ヶ月後にリリースされるアルバム「Be HAPPY!!」の先行シングルとしてリリース。但し、MAKI作詞のカップリングはアルバム未収録。本作はビーイングのインディーズレーベル「FREEDOM EAST」移籍第一弾シングルである。

## 収録曲
（全作曲：TATSUYA　編曲：SKULL CANDY）
1. 星に願いを
作詞：TATSUYA
2. LITTLE MISS SUNSHINE
作詞：MAKI